# Af Burén
af Burén (fil) är en svensk adelsätt från Östergötland, med gemensamt ursprung med Burenstam.
Den äldste kände personen är lantbrukaren Måns Jönson på Änga gård i Tjällmo socken i Östergötland, omnämnd 1587. Namnet Burén upptogs av hans ättling Daniel Jonsson Burén, vars styvmor Fredrika Elisabeth Adlerhielm var Bureättling.
Jönsons ättling i sjätte led var Carl Daniel Burén (1744-1838). Hans son Peter Carl Burén (1773-1828), adlades den 26 april 1814 med namnet af Burén, och introducerades på Riddarhuset den 18 februari 1815 med nr 2231. Hans hustru var Hedvig Elisabet Waller, dotter till Bureättlingen Erik Waller.

## Personer med namnet af Burén
- Axel af Burén (1842–1923), hovman, direktör för Kungliga teatern
- Bertil af Burén (1875–1977), militär
- Pontus af Burén (1802–1878), bruksägare och politiker
- Julia af Burén, född Centerwall (1876–1974), blindpedagog
- Margareta Lindström, född af Burén (1899–1992), mode- och sömnadskonsulent, författare
- Peter Carl af Burén (1773–1828), bruksägare
- Pontus af Burén (1835–1905), godsägare och politiker

## Större egendomsinnehav
- Skyllbergs bruk, Närke
- Grytgöls bruk, Östergötland.
- Vissboda bruk, Närke.
- Aspa bruk, Närke.
- Karlströms bruk, Östergötland.
- Boxholms bruk och säteri, Östergötland.
- Falkenå Säteri, Närke
- Nasta Säteri, Närke
- Mörtbol Egendom, Södermanland
- Säters Gård, Västmanland

[källa behövs]